# Parco Uditore
Il parco Uditore è un parco urbano di Palermo, situato nell'omonimo quartiere ed inaugurato nel 2012.

## Storia
L'area attualmente occupata dal parco Uditore (o fondo Uditore) era nota nel XVIII secolo come fondo Murano e successivamente come fondo Morello. Arrivava fino all'attuale piazza Noce, ma la sua superficie si è notevolmente ridotta durante tutta la prima metà del XX secolo, a seguito dell'espansione edilizia della città. Durante la seconda guerra mondiale l'area attualmente occupata dal parco venne acquistata dall'AGIP che vi installò grandi cisterne sotterranee per lo stoccaggio di carburante a distanza dal porto.
In tempi recenti l'area è divenuta nota come il luogo in cui si pensava abitasse Salvatore Riina,. La proprietà dell'area è della Regione Siciliana ed è affidata al Corpo Forestale;. La Regione aveva inoltre in progetto la costruzione di un centro direzionale, dove raccogliere tutti i propri uffici attualmente sparsi per la città.
A partire dal 2010, a seguito di un'iniziativa popolare è stata richiesta una variante urbanistica per la creazione di un parco, variante ottenuta dopo una raccolta di firme. Nel gennaio 2012 sono iniziati i lavori in base ai progetti redatti da laureandi dall'università e grazie all'apporto della nuova associazione di volontari, costituita per l'occasione e che inizialmente ha organizzato visite guidate per far conoscere il parco. Il parco è stato aperto il 15 ottobre dello stesso anno e da allora la gestione è completamente a carico dell'associazione. Il parco è stato realizzato in assoluta economia con una spesa stimata di circa 100.000 euro. I lavori sono stati effettuati a titolo gratuito dai volontari dell'associazione Parco Uditore.

## Il parco
Il parco occupa un'area di oltre 9 ettari rendendolo il terzo parco cittadino per dimensione e facendo avanzare la città dall'ultimo posto al quartultimo in Italia per verde fruibile. Si trova tra la via Uditore, la via Cimabue e il viale della Regione Siciliana. Al suo interno è presente un'area fitness all'aperto, un'area cani ed un'area bimbi, oltre a varie aree dedicate alle colture arboree, dopo la donazione di alcune centinaia di alberi, in diverse occasioni, da parte di cittadini ed associazioni.
Già durante la sua realizzazione ed a partire dal 18 febbraio del 2012, grazie alla collaborazione con l'istituto di cultura italiana a Londra il parco è stato gemellato con il St. James's Park di Londra.
La cooperativa, che gestisce il parco, organizza eventi gratuiti con lo scopo di raccogliere fondi per consentire la manutenzione dell'area senza gravare sulla spesa pubblica: attività per bambini, giovani ed adulti come mountain-bike, mercati biologici e altri. Il parco è inoltre supportato da sponsor privati.
Il parco comprende attualmente:
- 1.700 metri di percorsi ciclo-pedonali;
- 2.000 mq. di area gioco per bambini;
- Palestra all'aperto;
- 5000 mq. di area dedicata ai cani;
- Area per la meditazione;
- Sistema per la videosorveglianza.

In fase di realizzazione:
- Sistema di rete wifi con libero accesso;
- Toelette pubbliche;
- Playground (basket, pallavolo, campo da bocce).

## Galleria d'Immagini

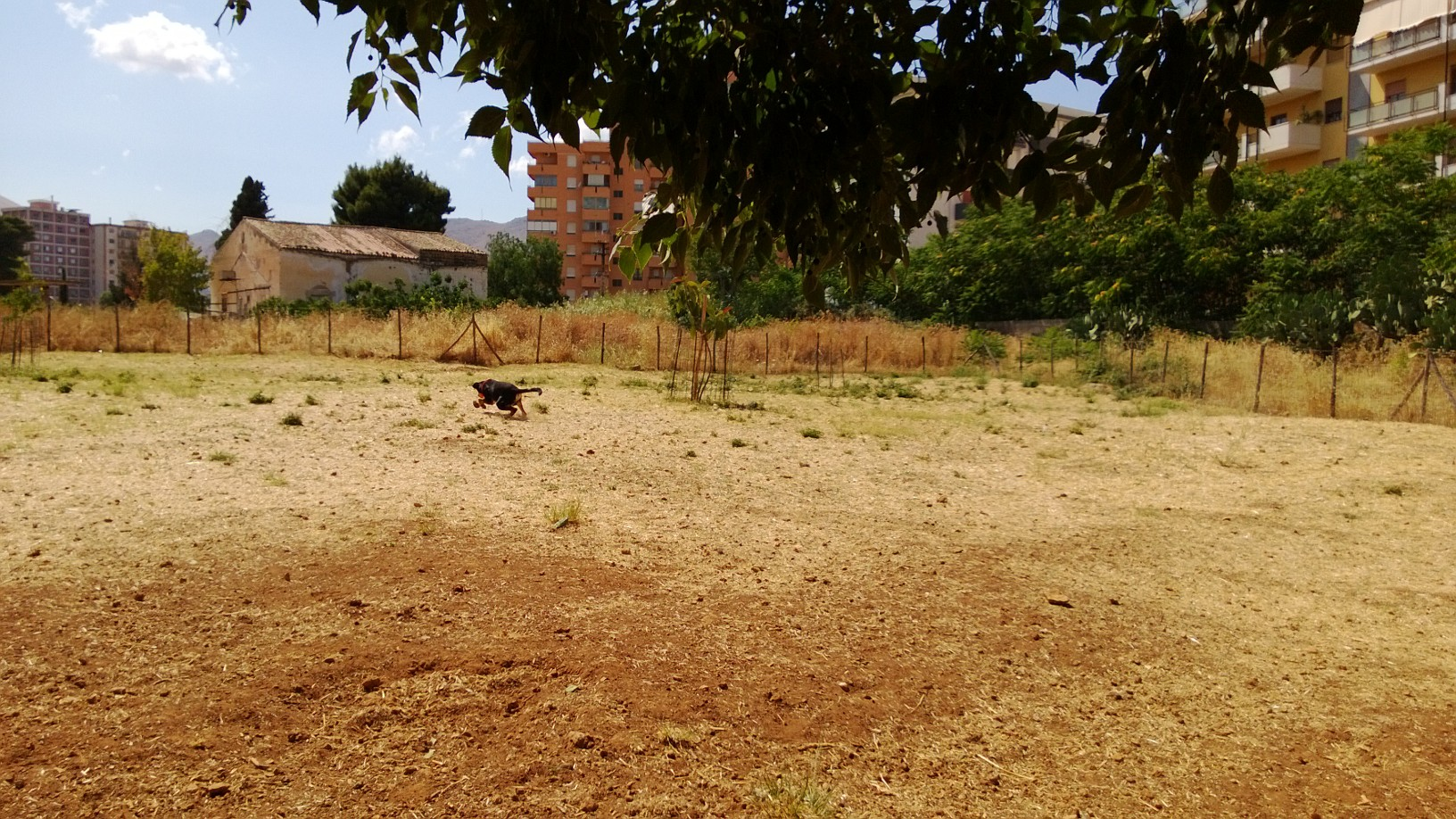
Immagine storica della prima area cani
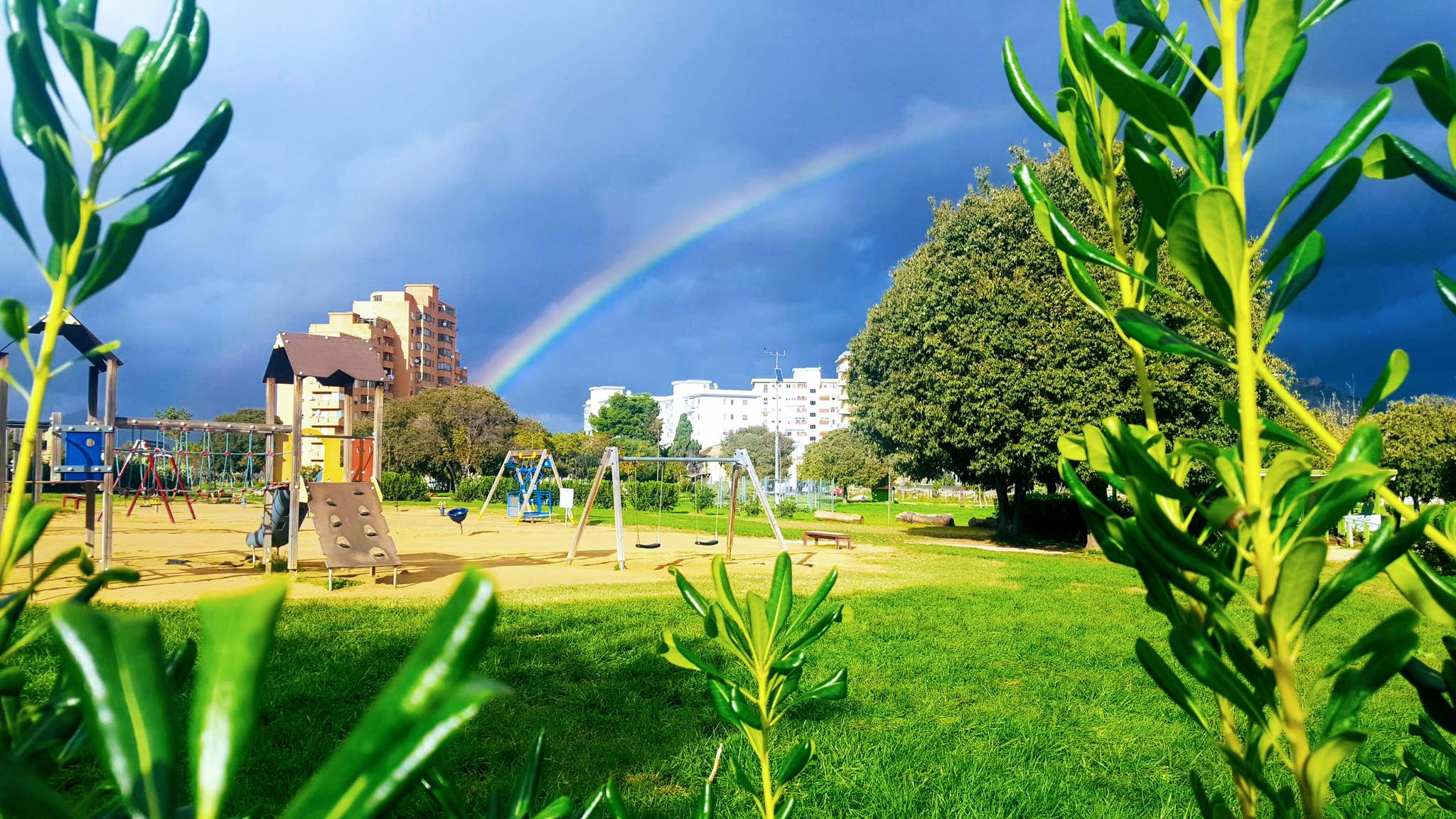
L'area dedicata ai bambini del parco
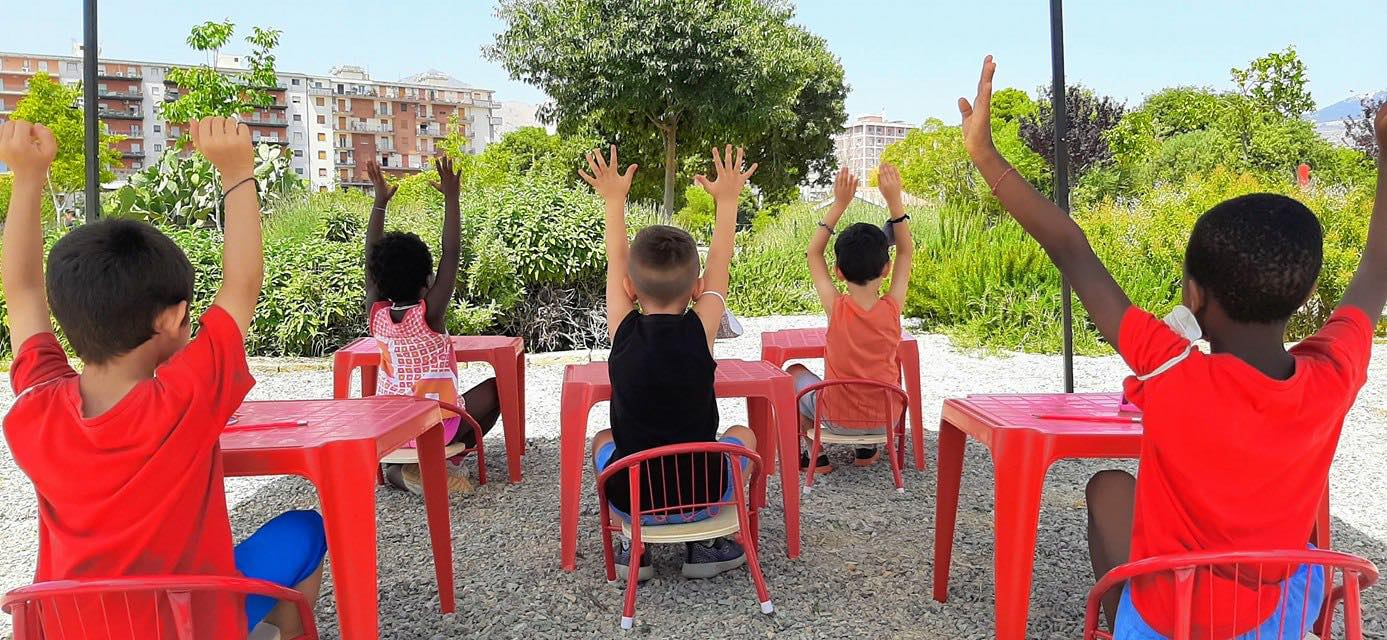
Una immagine delle attività dedicate ai bambini della cooperativa
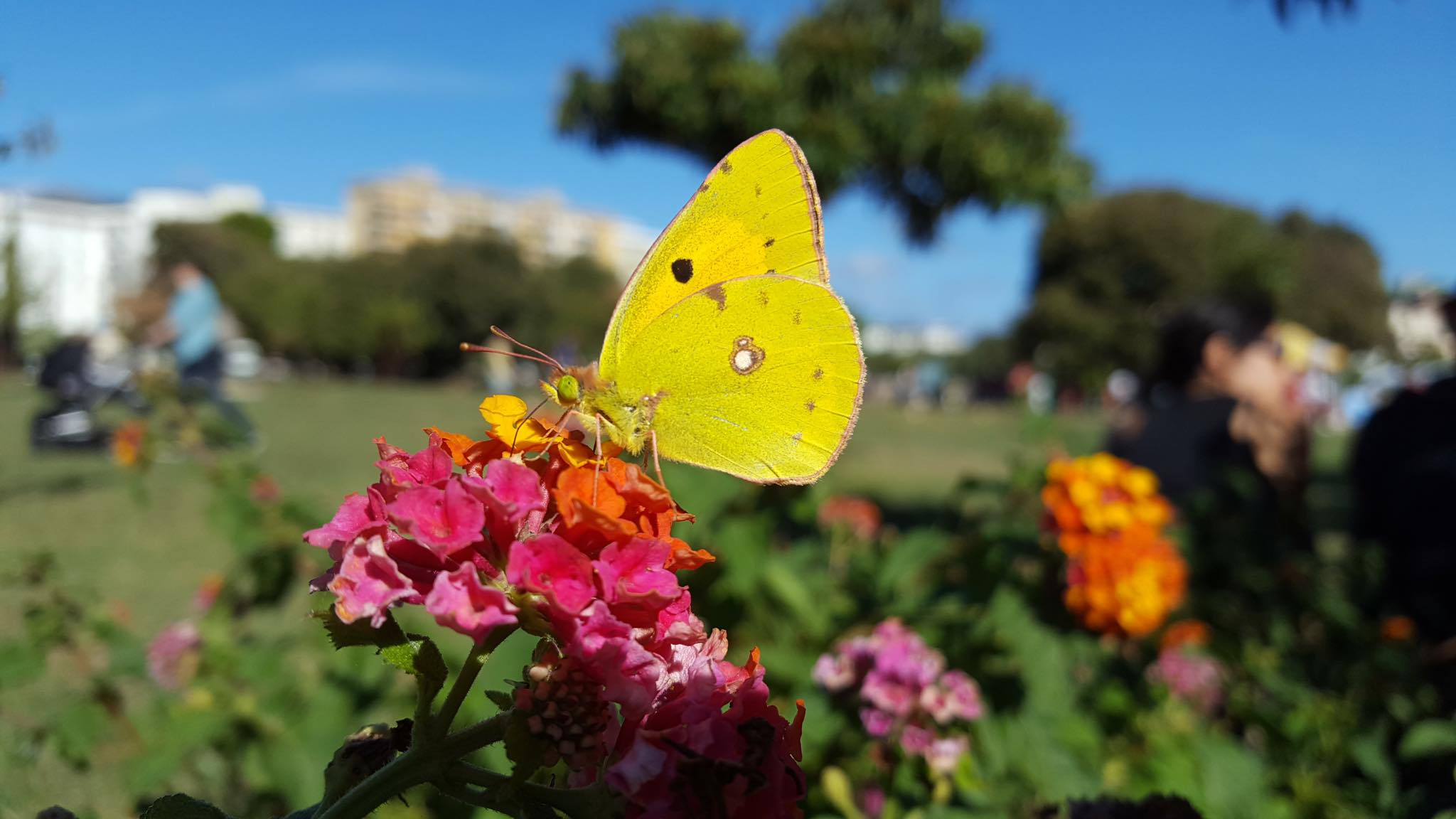
Particolare della fauna
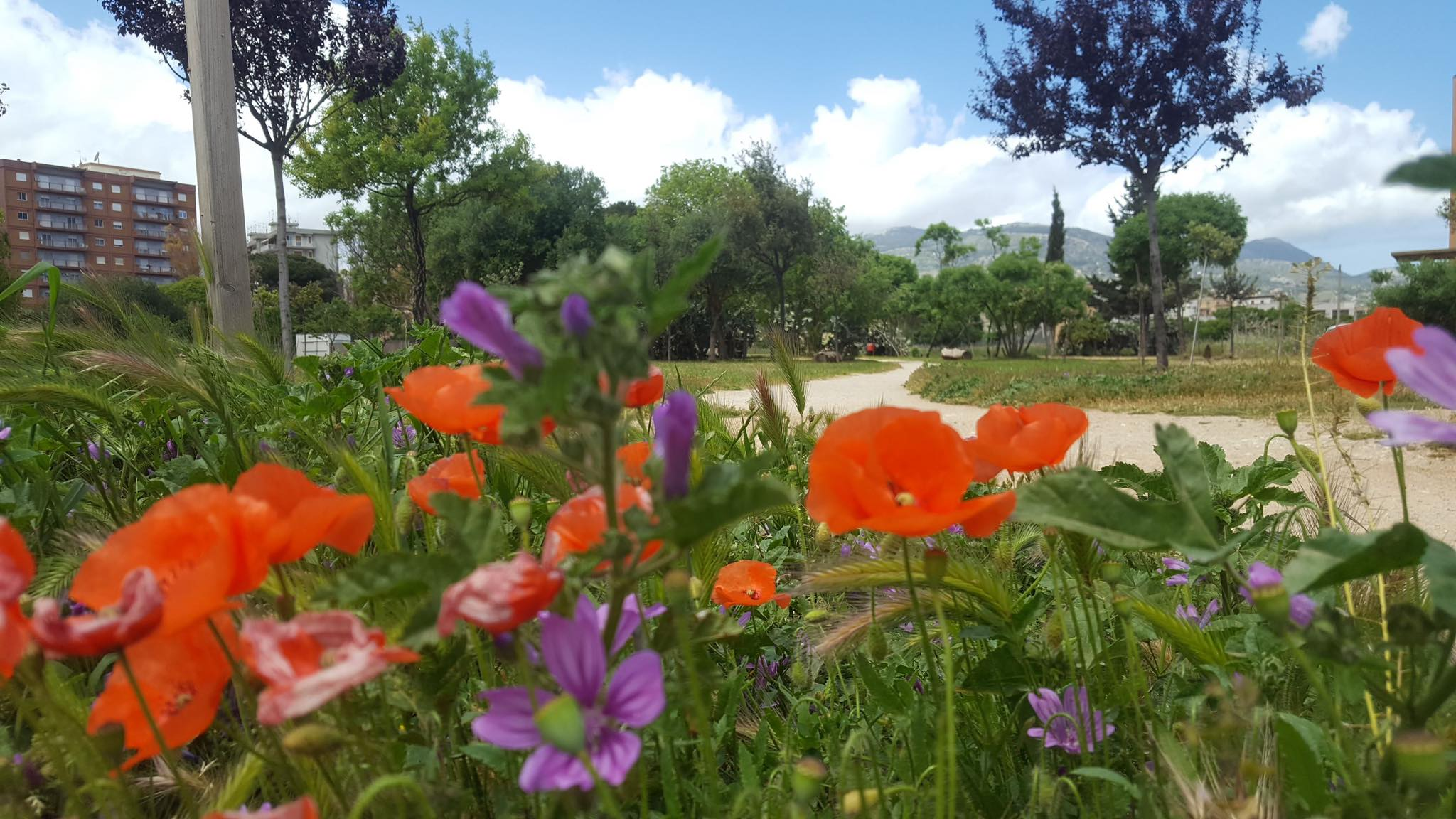
Particolare della flora
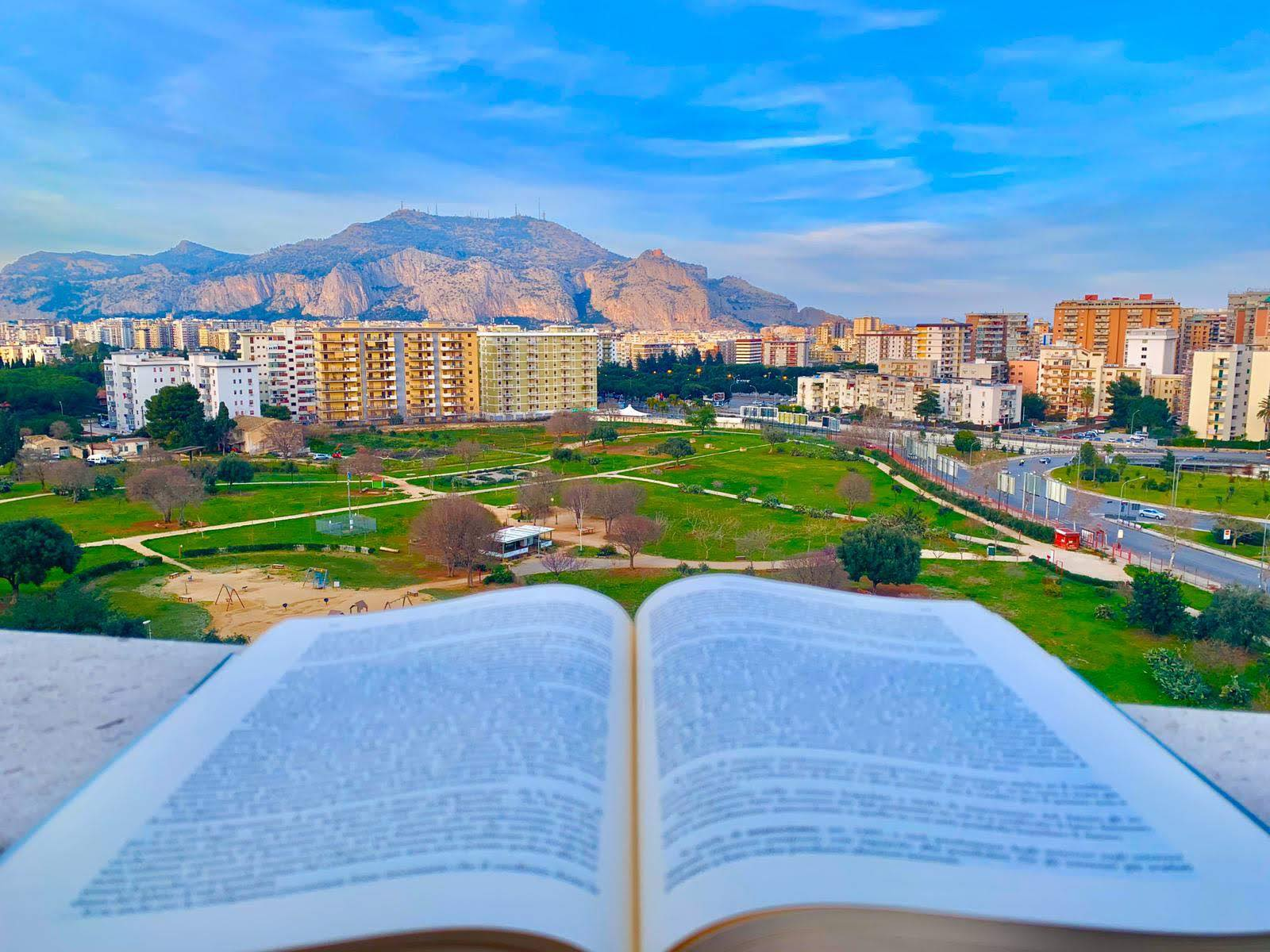
Vista dall'alto del parco